# 阿卡迪亞鎮區 (北卡羅萊納州戴維森縣)
阿卡迪亞鎮區（英語：Arcadia Township）是位於美國北卡羅萊納州戴維森縣的一個鎮區。

## 地方資料
阿卡迪亞鎮區的面積為54.64平方千米，皆為陸地。根據2020年美國人口普查的數據，當地共有人口11833人，而人口密度為每平方千米216.56人。